# Ugo VI di Lusignano
Ugo VI di Lusignano, detto il Diavolo ("le Diable") ed anche Ugo di Gerusalemme. Hugues in francese, Hug in catalano, Hugo in spagnolo, in aragonese, in portoghese e in galiziano. Hugo anche in latino (1039  circa – 1110), fu signore di Lusignano dal 1060 alla sua morte.

## Biografia

### Infanzia

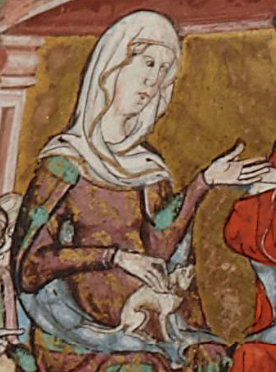
Almodis de La Marche in una miniatura del XIV secolo

Secondo il Chronicon sancti Maxentii Pictavensis, Chroniques des Eglises d'Anjou anno 1060 Ugo era figlio primogenito del quinto Signore di Lusignano, Ugo V, detto il Pio (le Débonnaire) e di Almodis de La Marche, figlia di Bernardo I de la Marche (ca. 991- 16 giugno 1047) conte de la Marche e di Amelia de Rasés (? - † 1053). Il nome della madre, ripreso da un documento del 1053 ("Almodis comitissa, filia que es Amelie comitisse") è citato dallo storico José Enrique Ruiz Domenec nel suo libro Quan els vescomtes de Barcelona eren.
Ugo V di Lusignano detto il Pio (le Débonnaire)  era il figlio primogenito del quarto signore di Lusignano, Ugo IV detto il Bruno (le Brun) e di Adelarda, come conferma il documento n° 440 del Cartulaire de l'abbaye de Saint-Cyprien de Poitiers : (931-1155), che riporta di una donazione di Ugo IV di Lusignano (Ugo Liziniacensis), fatta ai monaci di Lusignano, citando come testimoni la moglie Adelarda (Hildeardis uxoris sue) e i due figli maggiori, Ugo e Rorgone (infantum suorum Hugonis et Rorgonis).

### Matrimonio
Poco prima del 1060, Ugo si era sposato con Ildegarda di Thouars (quinto decennio del secolo XI-dopo il 1100), come conferma il documento n° 157, datato 1087, del Chartes de l'abbaye de Nouaillé de 678 à 1200, in cui Ildegarda viene citata con i figli Ugo detto il Bruno e Rorgone (uxore mea Aldearde et filiis meis Ugone Bruno atque Rorgone); Ildegarda, sempre secondo il documento n° 157, datato 1087, del Chartes de l'abbaye de Nouaillé de 678 à 1200, era figlia del visconte Amalrico di Thouars e della sua prima moglie, Armengarda di Mauléon. Ildegarda viene citata per l'ultima volta nel documento n°XV del Cartulaires du Bas Poitou (Département de la Vendée), datato dicembre 1099.
Ugo da Ildegarda ebbe tre figli.

### Giovinezza

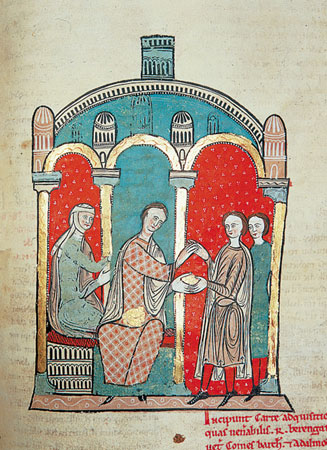
Raimondo Berengario I di Barcellona e sua moglie, Almodis de La Marche, pagano 2,000 once in monete d'oro a Raimondo di Cerdagna e Adelaide, conte e contessa di Cerdagna, per i loro diritti su Carcassonne, nel 1067.

Sempre secondo il Chronicon sancti Maxentii Pictavensis, Chroniques des Eglises d'Anjou anno 1059, Ugo aveva un fratello gemello, Giordano, e che, quando Ugo era ancora un bambino, prima del 1044 il matrimonio dei suoi genitori fu annullato per motivi di consanguineità e sua madre, Almodis, nel 1045, si risposò, in seconde nozze, con Ponzio, conte di Tolosa, che era vedovo, dal 1044 circa, della sua prima moglie, che, secondo lo storico Justo Pérez de Urbel, era Mayor Sanchez (ca. 1015- prima del 1044), che i cronisti francesi chiamavano "Majorie" , figlia del re di Pamplona, Sancho III Garcés di Navarra.
Sua madre, Almodis fu poi ripudiata da Ponzio II di Tolosa e sposò, in terze nozze, nell'estate del 1053, Raimondo Berengario I el Vell ("il Vecchio") (1024-1076), conte di Barcellona.

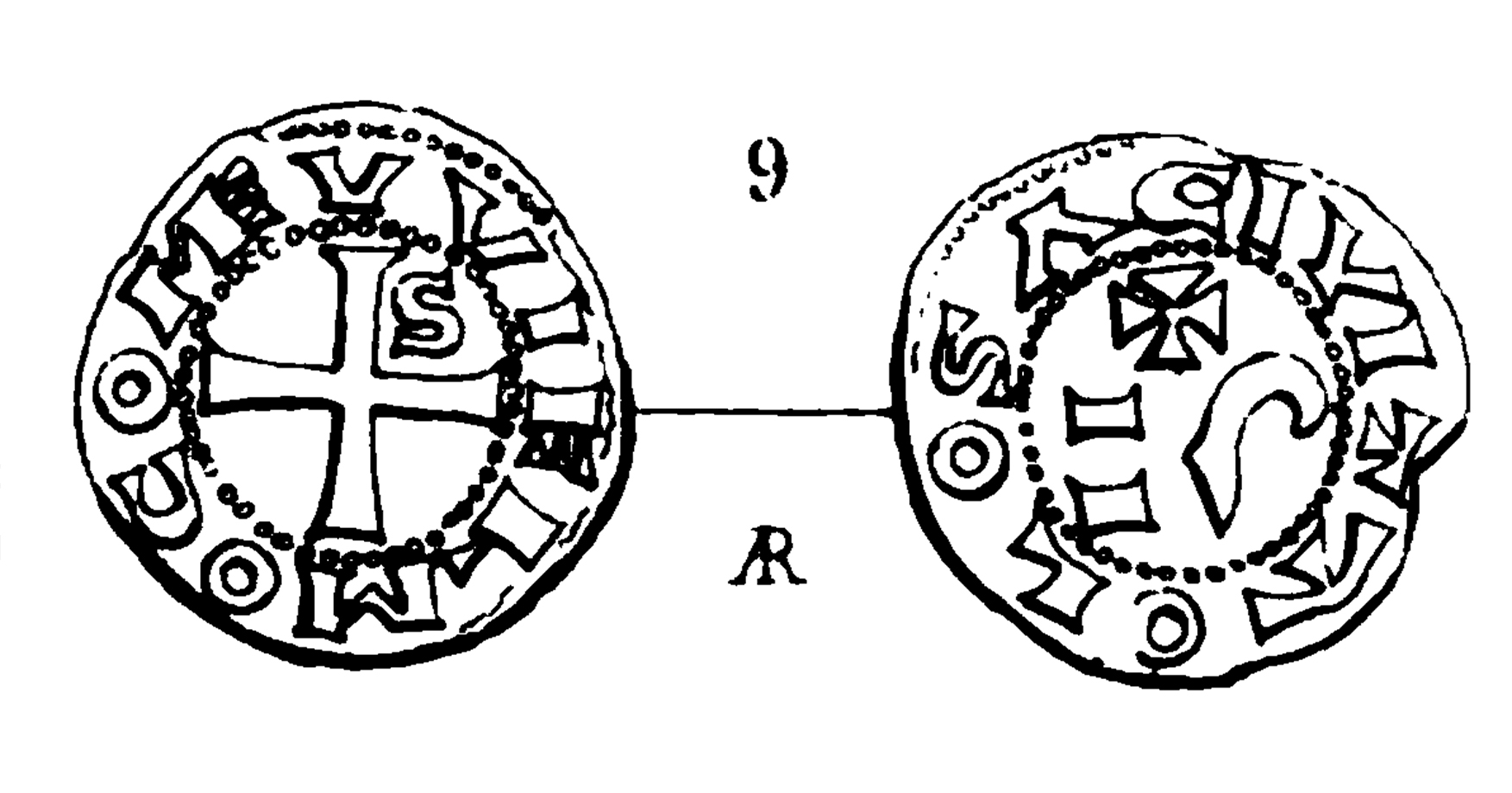
Una moneta col sigillo di Guglielmo IV di Tolosa

Nonostante le vicissitudini matrimoniali, sua madre, Almodis conservò un buon rapporto sia con i figli sia con i mariti: nel  1060, infatti convinse il padre di Ugo il Diavolo, Ugo V di Lusignano detto il Pio (le Débonnaire), a schierarsi con suo figlio, di secondo letto, Guglielmo IV di Tolosa, quindi contro il suo sovrano, il duca d'Aquitania e conte di Poitiers, Guido Goffredo, che avanzava delle pretese sul ducato di Tolosa.
Guido Goffredo, durante la guerra, pose l'assedio a Lusignano, che ancora secondo il Chronicon sancti Maxentii Pictavensis, Chroniques des Eglises d'Anjou anno 1060, venne devastata e a seguito dell'assedio Ugo V perse la vita, in combattimento durante una sortita.
Ugo, alla morte del padre gli succedette.

### Signore di Lusignano

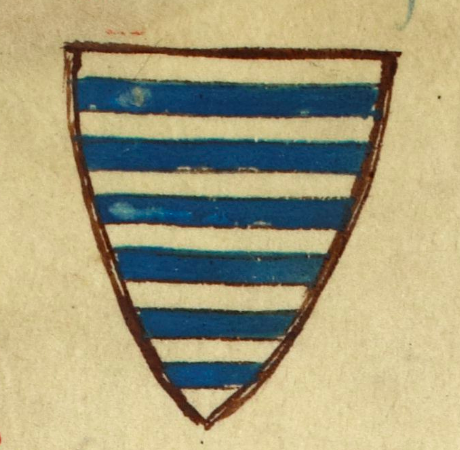
Lo stemma dei Lusignano nellHistoria anglorum

Il documento n° V, datato 1062 circa, del Cartulaire du prieuré de Saint-Nicolas de Poitiers conferma che Ugo come signore di Lusignano, controfirmò il documento inerente ad una donazione fatta da Guido Goffredo al monastero di San Nicola.
Ugo ampliò il dominio dei Lusignano ricevendo delle terre dal monastero di Saint-Maixent, come risulta da due documenti del 10 marzo 1069, nel primo, il documento n° CXXIII del Chartes et documents pour servir à l'histoire de l'abbaye de Saint-Maixent, vol 1, in cambio dei servizi religiosi rinuncia all'uso della violenza, nel secondo il documento n° CXXIV, sempre del Chartes et documents pour servir à l'histoire de l'abbaye de Saint-Maixent, vol 1, Ugo si riconosce vassallo del monastero.

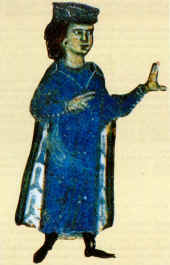
Guglielmo IX d'Aquitania - Immagine dalla Bibliothèque Nationale, MS cod. fr. 12473, XIII secolo

In quel periodo Ugo viene citato in due documenti del Chartes de l'abbaye de Nouaillé de 678 à 1200: nel documento n° 121, datato tra il 1060 e il 1078, controfirma come testimone assieme al fratello Giordano (Hugonis de Liziniaco et fratri suo Iordani), mentre nel documento n° 145, datato tra il 1077 ed il 1091, consente ad una donazione assieme ai figli Ugo e Rorgone (Ugone de Liziniaco et filiis eius Ugone videlicet Bruno atque Rorgone); ed anche nel documento Ex tabulario Vindocinensi riportato dallo storico francese, Jean Besly (1572-1644), nel suo Histoire des comtes de Poitou et des ducs de Guyenne depuis 811 à Louis le Jeune, in cui Ugo (Hugo de Liziniaco) controfirma la riparazione della chiesa di San Giorgio sull'isola di Oléron da parte  del conte di Poitiers e duca d'Aquitania, Guglielmo di Poitiers o Guglielmo il Giovane.

### Guerra contro i Mori
Nel 1087 si recò nella penisola iberica per combattere i Mori, come conferma il documento n° 157, datato 1087, del Chartes de l'abbaye de Nouaillé de 678 à 1200, in cui Ugo VI, prima della partenza per la Spagna, per combattere i Saraceni (Ugo Liziniacensis, pro remedio animae meae, contra Saracenos in Hispaniam iturus), fece una donazione col consenso della moglie Ildegarda ed i figli Ugo detto il Bruno e Rorgone (uxore mea Aldearde et filiis meis Ugone Bruno atque Rorgone).

### Spedizione in Terra Santa

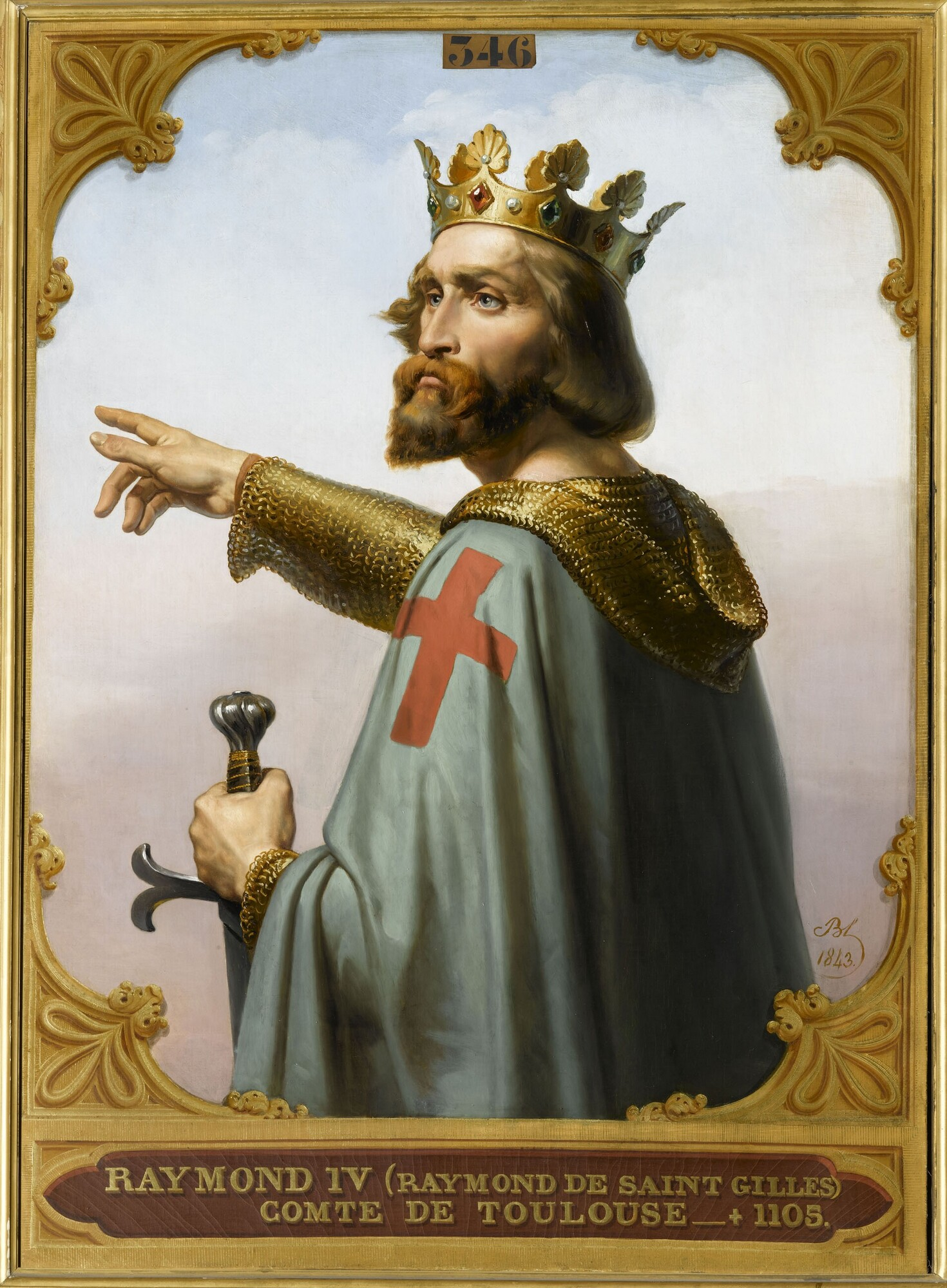
Raimondo di Saint Gilles,
dipinto da Merry-Joseph Blondel nel 1840, Salles de Croisades, Versailles

Come i suoi due fratellastri, Raimondo di Saint-Gilles, conte di Tolosa e Berengario Raimondo II, conte di Barcellona, prese parte alla crociata del 1101, combattendo poi in Terra santa tra il 1102 e il 1103.
Secondo lo storico Guglielmo di Tiro, arcivescovo di Tiro, nel XII secolo, Ugo partecipò alla seconda conquista di Tortosa, nel 1102 e secondo il canonico e cronista, Alberto di Aquisgrana, nel suo Historia Hierosolymitanae Expeditionis, conferma che Ugo passò la Pasqua del 1102 a Gerusalemme, assieme a molti altri cavalieri.
Nel 1106, Ugo era già rientrato in Francia, come risulta dal documento n° CCXI del Chartes et documents pour servir à l'histoire de l'abbaye de Saint-Maixent, vol 1, datato proprio 1106, in cui Ugo, definito vecchio, ed il figlio Rorgone (Vetulus et filius eius Rorgo), si riconoscono vassalli del monastero di Saint-Maixent, ma secondo  lo storico americano, Sidney Painter, nel suo The Lords of Lusignan in the Eleventh and Twelfth Centuries, non tennero fede alla loro promessa.

### Morte

Il castello dei Lusignano era nei dintorni della città di Poitiers.

Secondo il Chronicon sancti Maxentii Pictavensis, Chroniques des Eglises d'Anjou anno 1110 Ugo risulta che morì proprio in quell'anno (1110).
Come signore di Lusignano gli subentrò il figlio, anche lui di nome Ugo detto il Bruno come conferma il documento n° CCLXVIII del Chartes et documents pour servir à l'histoire de l'abbaye de Saint-Maixent, vol 1, datato 1118, in cui Ugo (Hugo Brunus de Liziniaco), si riconosce vassallo del monastero di Saint-Maixent.

## Discendenza
Ugo e Ildegarda di Thouars ebbero:
- Ugo[9], detto il Bruno (seconda metà del secolo XI - † prima del 1151), signore di Lusignano[27];
- Rorgone[9], (seconda metà del secolo XI - † dopo il 1106), che, in quell'anno, compare nel documento del monastero di Saint-Maixent, assieme al padre[24];
- Iolanda, che sposò il signore di Pérusse, Almerico[10].

## Ascendenza
|                         |                          |                       | Genitori |  |  | Nonni |  |  | Bisnonni             |  |  | Trisnonni           |  |
|                         |                          |                       |          |  |  |       |  |  | Ugo III di Lusignano |  |  | Ugo II di Lusignano |  |
|                         |                          |                       |          |  |  |       |  |  | Ugo III di Lusignano |  |  | Ugo II di Lusignano |  |
|                         |                          | …                     |          |  |  |       |  |  | Ugo III di Lusignano |  |  |                     |  |
| Ugo IV di Lusignano     |                          |                       |          |  |  |       |  |  | Ugo III di Lusignano |  |  |                     |  |
|                         |                          | Arsenda               | …        |  |  |       |  |  |                      |  |  |                     |  |
|                         |                          | Arsenda               | …        |  |  |       |  |  |                      |  |  |                     |  |
|                         |                          | Arsenda               | …        |  |  |       |  |  |                      |  |  |                     |  |
| Ugo V di Lusignano      |                          | Arsenda               |          |  |  |       |  |  |                      |  |  |                     |  |
|                         |                          | …                     | …        |  |  |       |  |  |                      |  |  |                     |  |
|                         |                          | …                     | …        |  |  |       |  |  |                      |  |  |                     |  |
|                         |                          | …                     | …        |  |  |       |  |  |                      |  |  |                     |  |
| Adelarda                |                          | …                     |          |  |  |       |  |  |                      |  |  |                     |  |
|                         |                          | …                     | …        |  |  |       |  |  |                      |  |  |                     |  |
|                         |                          | …                     | …        |  |  |       |  |  |                      |  |  |                     |  |
|                         |                          | …                     | …        |  |  |       |  |  |                      |  |  |                     |  |
| Ugo VI di Lusignano     |                          | …                     |          |  |  |       |  |  |                      |  |  |                     |  |
|                         | Adalberto I de La Marche | Bosone I de La Marche |          |  |  |       |  |  |                      |  |  |                     |  |
|                         | Adalberto I de La Marche | Bosone I de La Marche |          |  |  |       |  |  |                      |  |  |                     |  |
|                         | Adalberto I de La Marche | Emma di Périgord      |          |  |  |       |  |  |                      |  |  |                     |  |
| Bernardo I de La Marche | Adalberto I de La Marche |                       |          |  |  |       |  |  |                      |  |  |                     |  |
|                         |                          | Almodia di Limoges    | …        |  |  |       |  |  |                      |  |  |                     |  |
|                         |                          | Almodia di Limoges    | …        |  |  |       |  |  |                      |  |  |                     |  |
|                         |                          | Almodia di Limoges    | …        |  |  |       |  |  |                      |  |  |                     |  |
| Almodis de La Marche    |                          | Almodia di Limoges    |          |  |  |       |  |  |                      |  |  |                     |  |
|                         |                          | …                     | …        |  |  |       |  |  |                      |  |  |                     |  |
|                         |                          | …                     | …        |  |  |       |  |  |                      |  |  |                     |  |
|                         |                          | …                     | …        |  |  |       |  |  |                      |  |  |                     |  |
| Amelia de Rasés         |                          | …                     |          |  |  |       |  |  |                      |  |  |                     |  |
|                         |                          | …                     | …        |  |  |       |  |  |                      |  |  |                     |  |
|                         |                          | …                     | …        |  |  |       |  |  |                      |  |  |                     |  |
|                         |                          | …                     | …        |  |  |       |  |  |                      |  |  |                     |  |
|                         |                          | …                     |          |  |  |       |  |  |                      |  |  |                     |  |

### Fonti primarie
- (LA)  Chronicon sancti Maxentii Pictavensis, Chroniques des Eglises d'Anjou.
- (LA)  Cartulaire de l'abbaye de Saint-Cyprien de Poitiers : (931-1155).
- (LA)  Chartes et documents pour servir à l'histoire de l'abbaye de Saint-Maixent, vol 1.
- (LA)  Histoire des comtes de Poitou et des ducs de Guyenne depuis 811 à Louis le Jeune, Conventus tra Comitem et Ugonem.
- (LA)  CARTULAIRE DU PRIEURE DE SAINT-NICOLAS DE POITIERS
- (LA)  Chartes de l'abbaye de Nouaillé de 678 à 1200
- (LA)  HISTORIA HIEROSOLYMITANAE EXPEDITIONIS
- (LA)  Cartulaires du Bas Poitou (Département de la Vendée)
- (LA)  Ruiz-Domenèc, J. E. (2006) Quan els vescomtes de Barcelona eren (Barcelona) Archiviato il 20 dicembre 2014 in Internet Archive.

### Letteratura storiografica
- (EN)  The Lusignan family in the 11th & 12th centuries